# Epidendrum scopulorum
Epidendrum scopulorum är en orkidéart som beskrevs av Heinrich Gustav Reichenbach. Epidendrum scopulorum ingår i släktet Epidendrum och familjen orkidéer.
Artens utbredningsområde är Bolivia. Inga underarter finns listade i Catalogue of Life.